# Xanthoparmelia moctezumensis
Xanthoparmelia moctezumensis är en lavart som beskrevs av T. H. Nash. Xanthoparmelia moctezumensis ingår i släktet Xanthoparmelia och familjen Parmeliaceae.   Inga underarter finns listade i Catalogue of Life.